# Jakson Follmann
Jakson Ragnar Follmann, connu sous le nom de Follmann, (né le 14 mars 1992 à Alecrim au Rio Grande do Sul) est un ancien footballeur brésilien qui jouait au poste de gardien de but pour l'équipe de Chapecoense. 
En 2016, il survit au crash du Vol 2933 de la compagnie aérienne LaMia Airlines, mais amputé d'une jambe, il met fin à sa carrière.

## Carrière
Jakson Follmann joue un match en Copa Sudamericana avec l'équipe de Chapecoense.
Le 28 novembre 2016, il est l'un des six survivants du crash du Vol 2933 de la compagnie aérienne LaMia Airlines qui s'écrase lors d'un vol reliant Santa Cruz, en Bolivie, à Medellín, en Colombie. Il doit, à la suite de l'accident, subir l'amputation d'une de ses jambes et met un terme à sa carrière. Blessé au cou, il a également subi une opération qui l'a empêché de parler pendant quarante jours.

## Reconversion
En janvier 2020, l'ancien gardien remporte l'émission Popstars. Il est également devenu ambassadeur de son club de Chapecoense et consultant pour Fox Sports.